# Achim Rottsieper

## Achim Rottsieper
Achim Rottsieper wurde am 10.07.1961 als Sohn von Heinz und Ursula Rottsieper geboren. Nach dem Abitur und Wehrdienst studierte er Betriebswirtschaftslehre an der VWA in Wuppertal. Nach mehreren Stationen im Bereich Finanzen und Controlling wurde er 2012 Geschäftsführer der Walter Hundhausen GmbH und 2017 Geschäftsführer der GMH Guss GmbH. Beide Gesellschaften sind Teil der GMH-Gruppe. Die GMH Guss GmbH war die Muttergesellschaft von fünf Gießereien in NRW und Niedersachsen. Die Zahl der Beschäftigten betrug 2000. Im Jahre 2020 musste die GMH Guss GmbH Insolvenz anmelden. Achim Rottsieper ist verheiratet und lebt in Wuppertal